# Montefalcone di Val Fortore
Montefalcone di Val Fortore è un comune italiano di 1 286 abitanti della provincia di Benevento in Campania. È il comune più alto della provincia.

## Geografia fisica
Il paese è ubicato al confine con la provincia di Foggia (e quindi con la Puglia), in un territorio ricco di sorgenti ed aree boschive. Il livello di altitudine minimo è di 411 m., quello massimo è di 981 metri s.l.m.. È posizionato sul declivio orientale di un alto colle di roccia calcarea dal quale si gode un'ampia vista che spazia fino alle montagne dell'Abruzzo e della Basilicata. Il clima è continentale: le precipitazioni nevose e la predominanza di venti boreali rendono gli inverni piuttosto rigidi e lunghi.
Il territorio comunale è prevalentemente costituito da pascoli e da boschi. Il bosco principale è quello ubicato in località Toppo Pagliano-Monte, esteso su 230 ettari. La vegetazione prevalente è quella di cerro e quercia, comune anche al bosco della contrada Macchio dell'Abate. In contrada Cavecchia, invece, è presente una pineta estesa 90 ettari. Altre pinete sono presenti anche nelle località Lago Mignatta, Fontaniella, Gallizzi, Marraniero, Perrazzeta, Scomunicata. Fra gli animali selvatici che vivono nei boschi di Montefalcone si segnalano: la gazza ladra, il colombaccio, il corvo, il tasso, il cinghiale, la beccaccia, la volpe.
Nel territorio comunale, in località Trivolicchio, nasce il fiume Fortore, mentre sul versante sud scorre il torrente Ginestra, affluente del fiume Miscano.

## Storia

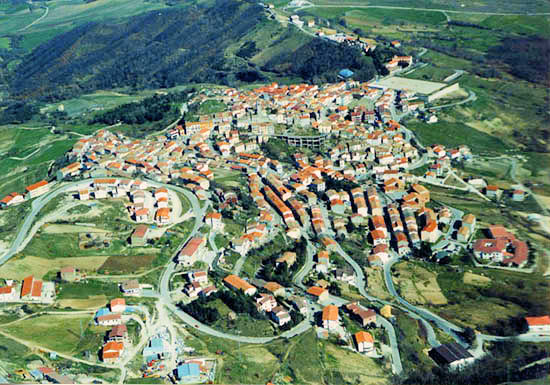
Veduta aerea di Montefalcone di Val Fortore

In epoca preromana il territorio dell'attuale Montefalcone doveva trovarsi presso il margine settentrionale del territorio della tribù sannitica degli Irpini. La zona in cui sorge il centro abitato è infatti sede di antichi insediamenti come hanno testimoniato alcuni ritrovamenti archeologici che hanno portato alla luce, in particolar modo, resti di tombe arcaiche. Nei pressi del castello è stato rinvenuto anche del vasellame datato al IV secolo a.C., attualmente custodito nel museo civico.
Montefalcone nei documenti viene citato per la prima volta in epoca normanna con il nome di Mons Falconis. Il nome deriverebbe dalla casata dei Falcone che per prima resse il feudo. Passata la dominazione normanna il paese conobbe una lunga serie di feudatari iniziata con Matteo di Lecto al quale seguirono il casato dei Mansella di Salerno, quello dei Caracciolo e, successivamente, la famiglia Loffredo. Nel 1439, durante la signoria di Giannotto di Montefalcone, il castello ospitò re Alfonso d'Aragona. Nell'XI secolo dai Caracciolo passò ai Piccolomini, poi ai Loffredo marchesi di Trevico che, nel 1621, cedettero il possedimento ad Andrea de Martino e a suo figlio Scipione il quale, però, morì senza lasciare figli. Pertanto il feudo fu confiscato dalla Regia Corte che lo vendette nel 1645 a Francesco di Montefuscoli. Da questi passo ai De Sanctis, poi di nuovo alla Regia Corte e quindi ai Di Sangro e al principe di Rocella che lo tenne sino all'eversione della feudalità (1806).
Da un punto di vista amministrativo il comune nel quadriennio 1743-46 fu soggetto alla competenza territoriale del regio consolato di commercio di Ariano nell'ambito della provincia di Principato Ultra, cui appartenne fino al 1811; in seguito fece parte del distretto di Bovino nella Capitanata per passare infine, nel 1861, alla nuova provincia di Benevento. Il 22 gennaio 1863 con regio decreto sono state aggiunte le parole "di Val Fortore" al nome del comune, per distinguerlo dagli altri comuni omonimi sparsi per l'Italia.

## Monumenti e luoghi d'interesse
Il centro storico conserva ancora la sua impostazione medievale nonostante i danni patiti dai terremoti del 1962 e del 1980. Si sviluppa intorno al castello di cui restano solo pochi ruderi. Il possente maniero aveva una pianta romboidale avente nel mezzo un cortile dotato di ampia e profonda cisterna, atta ad immagazzinare l'acqua piovana utilizzata durante gli eventuali assedi. Dal cortile partivano anche due cunicoli, lunghi circa 2 km ciascuno, utilizzati come vie di fuga in caso di attacco. Nel 1349 e nel 1805 subì gravi danni a causa di due terremoti ma ben presto fu riparato. Nel 1809 fu raso al suolo perché divenuto rifugio di banditi.
Il santuario della Madonna del Carmine, iniziato nel 1604, è meta di pellegrinaggi ed è oggetto di particolare venerazione. L'aspetto attuale dell'edificio è dovuto ai numerosi interventi di ristrutturazione e di ampliamento susseguitisi nel corso del XX secolo. Degne di rilievo sono la statua settecentesca della Madonna e le vetrate istoriate, di fattura contemporanea.

## Società

### Evoluzione demografica
Abitanti censiti

### Religione
Il territorio comunale è incluso nella forania Miscano-Fortore-Cervaro della diocesi di Ariano Irpino-Lacedonia.

### Tradizioni e folclore
A Montefalcone è attivo un gruppo folcloristico che ha iniziato la sua attività nel 1932 in occasione della visita a Telese Terme del principe ereditario Umberto di Savoia. I membri del gruppo vestono l costume tradizionale del paese, ricco di ricami. I colori principali dei costumi sono il nero, il rosso e il bianco.

## Cultura

### Musei
A Montefalcone è possibile visitare due esposizioni comunali permanenti.

#### Museo della Civiltà Contadina
Istituito nel 1982, è ospitato nei locali della scuola elementare del rione San Marco. L'esposizione ha lo scopo di illustrare la vita quotidiana della popolazione rurale del Fortore dei secoli scorsi. I numerosi reperti esposti (circa tremila) sono raccolti in tredici stanze, e ciascuna sala è dedicata ad una specifica tematica.

#### Museo Civico
Istituito nel 2004, dall'ottobre 2008 gode dello status di "museo di interesse regionale". L'esposizione, ospitata in un edificio del centro storico appositamente ristrutturato, è divisa in tre sezioni. La sezione paleontologica conserva migliaia di fossili raccolti nel corso degli anni dallo studioso prof. Luigi Capasso. Sono presenti anche numerosi fossili provenienti dal bacino di Pietraroja, località famosa per il ritrovamento del cucciolo di dinosauro Scipionyx samniticus. Nella sezione archeologica mediante pannelli, reperti di scavo e ceramiche arcaiche, ritrovate nell'area archeologica del Palazzo, viene raccontata la storia di Montefalcone dall'antichità ad oggi. La terza sezione riguarda "L'evoluzione dell'uomo". Sono visibili oltre alle riproduzioni fossili di crani ominoidi, anche la riproduzione di una sepoltura di uno scheletro rinvenuto nella zona San Luca di Montefalcone, luogo di campagna in cui si ritiene ci siano stati i primissimi insediamenti abitativi del paese. Il Museo Civico offre numerosi servizi durante l'anno: visite guidate, laboratori didattici per gli alunni di ogni ordine e grado, mostre, convegni e adesioni a iniziative varie promosse a livello nazionale.

## Economia
A Montefalcone è attivo un grande parco eolico costruito nel 1995-96 dall'IVPC (Italian Vento Power Corporation).

## Amministrazione

### Altre informazioni amministrative
Il comune fa parte della comunità montana del Fortore.